# 乳齒鯨屬
乳齒鯨（Mammalodon）是已滅絕的鯨魚，其化石首先於1932年發現。牠是早期的鬚鯨，但仍保有牙齒。
乳齿鲸属生活在晚渐新世至早中新世的澳大利亚。近来从晚渐新世的科氏乳齿鲸(Mammalodon colliveri)化石来看，乳齿鲸会在海底以抽吸形式进食。科氏乳齿鲸长达2米。
乳齿鲸的头骨形态与其它须鲸类有明显的差别，尽管它们是须鲸类，但是有粗状的牙齿，而且没有任何证据显示它们是滤食性的。乳齿鲸具有喉腹褶作吞咽。它们要比真正具鲸须的始弓鲸科(Eomysticetidae)还要晚才出现。乳齿鲸被认为是高度特化的鲸类，属于须鲸类进化史中的一个死胡同。

## 下属物种
本属包括以下物种：
- 科氏乳齿鲸 Mammalodon colliveri Pritchard, 1939
- Mammalodon hakataramea Fordyce & Marx, 2016